# Lleonci Pilat
Lleonci Pilat (mort el 1366) (Llatí: Leontius Pilatus, Grec: Λεόντιος Πιλάτος, Leontios Pilatos, Italià: Leonzio Pilato), fou un monjo i erudit calabrès, i un dels primers promotors de l'estudi del grec a Europa occidental. Comentà i traduí al llatí obres d'Eurípides, Aristòtil i Homer incloent-hi l'Odissea i la Ilíada.